# Feuerstellenplatz von Jesendorf

Lage

Wappen von 2011 mit Bezug zum Feuerstellenplatz

Der Feuerstellenplatz von Jesendorf (Landkreis Nordwestmecklenburg) wurde östlich des Tarzower Sees in Mecklenburg-Vorpommern bei einer Rettungsgrabung entdeckt. Auf einer Fläche von etwa 1,1 Hektar wurden 418 Befunde aufgedeckt, die größtenteils zu einem spätbronze- oder früheisenzeitlichen Feuerstellenplatz gehören.

## Kontext
In Skandinavien und Norddeutschland sind die im Jahre 1906 erstmals erkannten Gargruben (dän. Kokegroper, schwed. Kokgropar med Skärvsten, engl. Pit Alignments) eigentlich ein Phänomen der jüngeren Bronze- und der Eisenzeit. Auch aus Süddeutschland sind, wenn auch in geringerer Zahl, vergleichbare Befunde bekannt. Die neuere Forschung bezeichnet derartige Fundstellen als Kultfeuer- oder Feuerstellenplätze. 1989 listet Sigrid Heidelk-Schacht bereits 30 derartiger Plätze in Mecklenburg-Vorpommern und im Norden von Brandenburg und Sachsen-Anhalt (Zedau) auf. Bei den Plätzen handelt sich um Ansammlungen gleichartiger Feuerstellen, die fast immer in exponierter Lage und unmittelbarer Wassernähe angelegt wurden. Sie liegen bisweilen in der Nähe bronzezeitlicher Gräber und meist abseits von Siedlungen. Feuerstellen enthalten nur sehr selten Funde und sind obertägig kaum nachweisbar.

## Beschreibung
Mit 334 Feuerstellen bei Jesendorf handelt es sich um den größten derzeit bekannten Fundplatz in Mecklenburg-Vorpommern, der zugleich auch einer der größten in Norddeutschlands ist. Das Feuerstellenband erstreckt sich bogenförmig über etwa 110 m in West-Ost-Richtung. Innerhalb des Bandes liegen vier größere Konzentrationen, in denen die Befunde ungeregelt in Gruppen beieinander liegen. An der westlichen Grabungsgrenze liegen die Feuerstellen besonders dicht und bilden zwei fast schwarze, rund 60 m² große Flächen, die sich zum Tarzower See hin außerhalb der Grabungsfläche fortsetzen.
In der Regel handelt es sich um runde bis rechteckige Feuerstellen mit zumeist einer erhaltenen Steinlage. Teilweise war festzustellen, dass die in den Gruben entfachten Feuer erst nachträglich mit Steinen bedeckt worden war. Außerdem sind vielfach zentrale Eingrabungen erkennbar, die vielleicht auf das Entnehmen der in den Gruben gegarten Speisen zurückzuführen sind.
Die Feuerstellen dürften im Rahmen des religiös-kultischen Lebens eine Rolle gespielt haben, denn zeitgleiche Siedlungsplätze sind aus der näheren Umgebung nicht anzuführen.